# Wyssachen
Wyssachen ([ˈʋiːˌsaxən]; bis 1908 offiziell Wyssachengraben genannt) ist eine politische Gemeinde im Verwaltungskreis Oberaargau des Kantons Bern in der Schweiz.

## Geografie
Wyssachen liegt ungefähr 20 km südlich von Langenthal am gleichnamigen Bach in einem Seitental der Langete. Die Nachbargemeinden von Wyssachen sind im Norden Huttwil, im Osten Eriswil, im Süden Sumiswald und  im Westen Dürrenroth.

## Persönlichkeiten
In Wyssachen wurden folgende Persönlichkeiten geboren:
- Johann Ulrich Heiniger (* 8. Februar 1808; † 28. Mai 1892 in Bern), der spätere Berner Stadtmissionar
- Sam Jaun (* 30. September 1935; † 9. Februar 2018 in Bern), Krimiautor

## Bilder

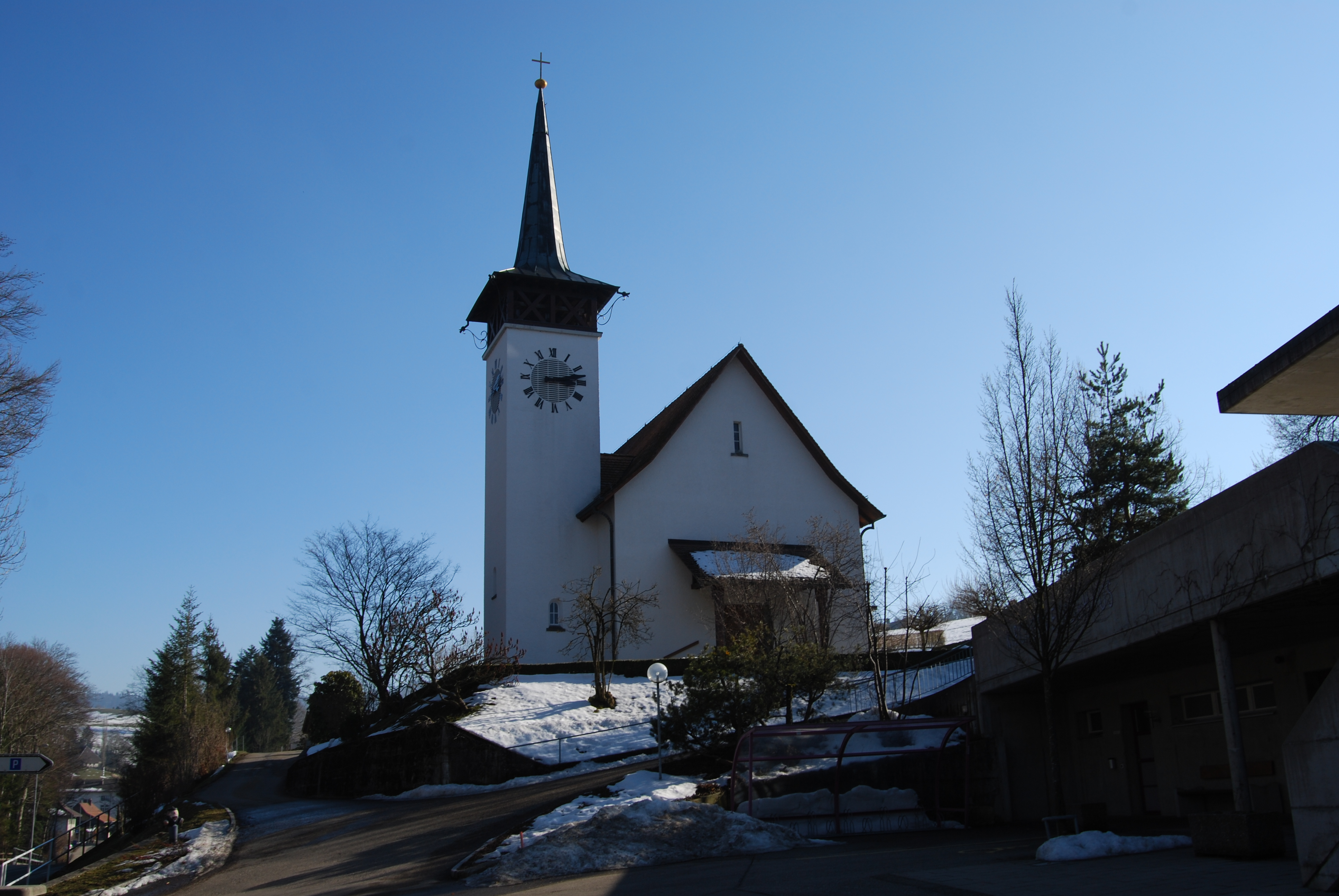
Reformierte Kirche von Wyssachen
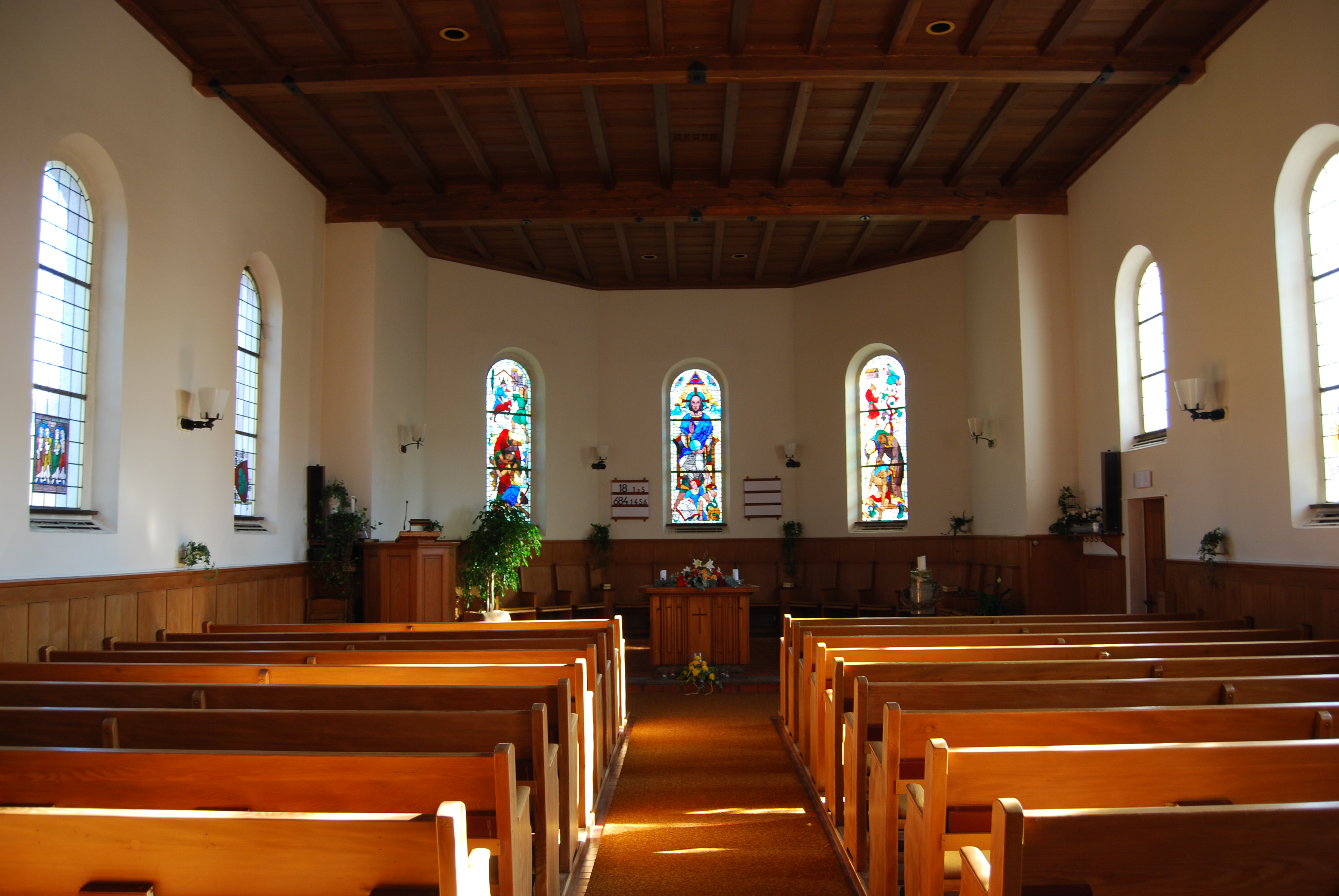
Innenansicht der Kirche
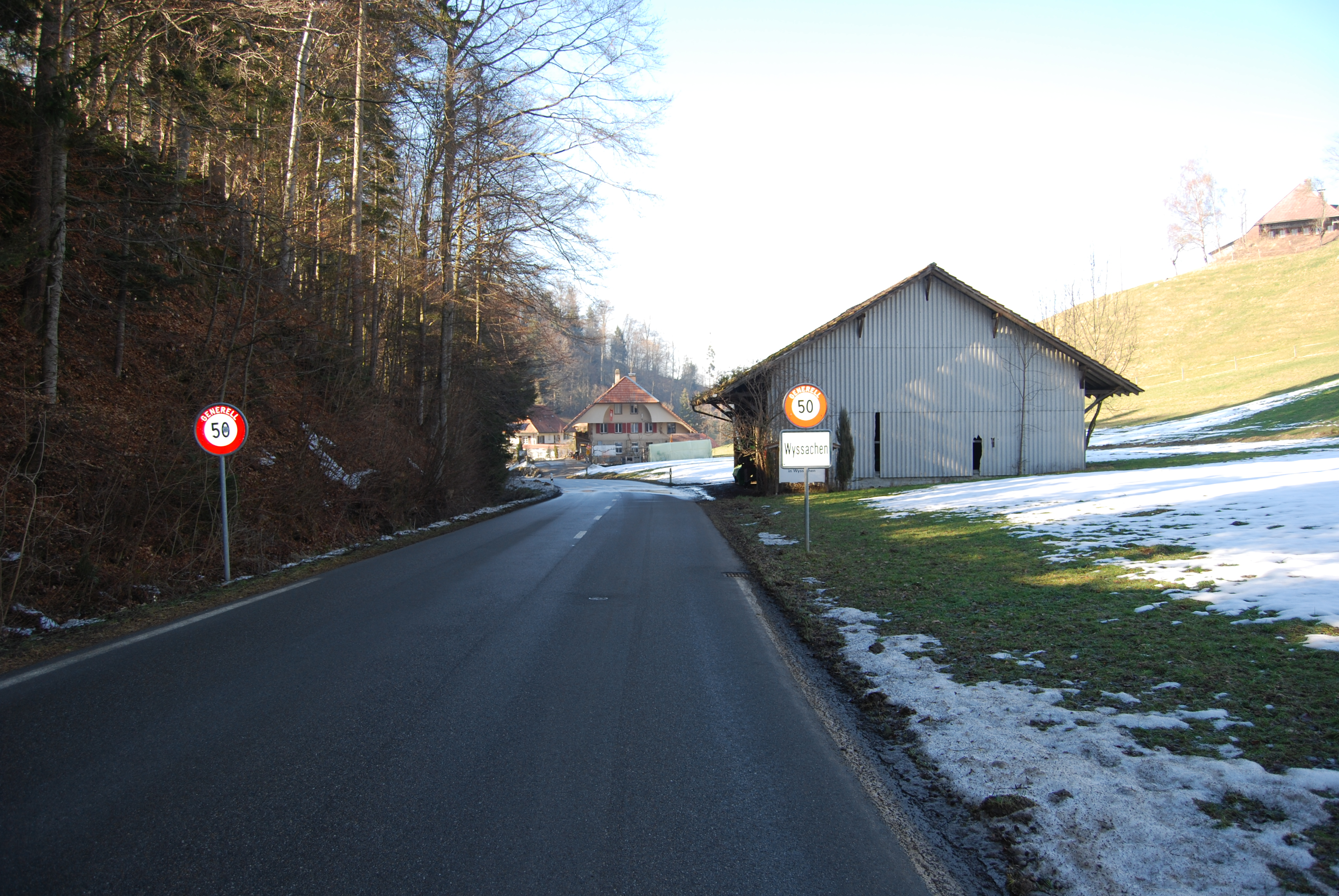
Ortseingang, von der Fritzenfluh her kommend
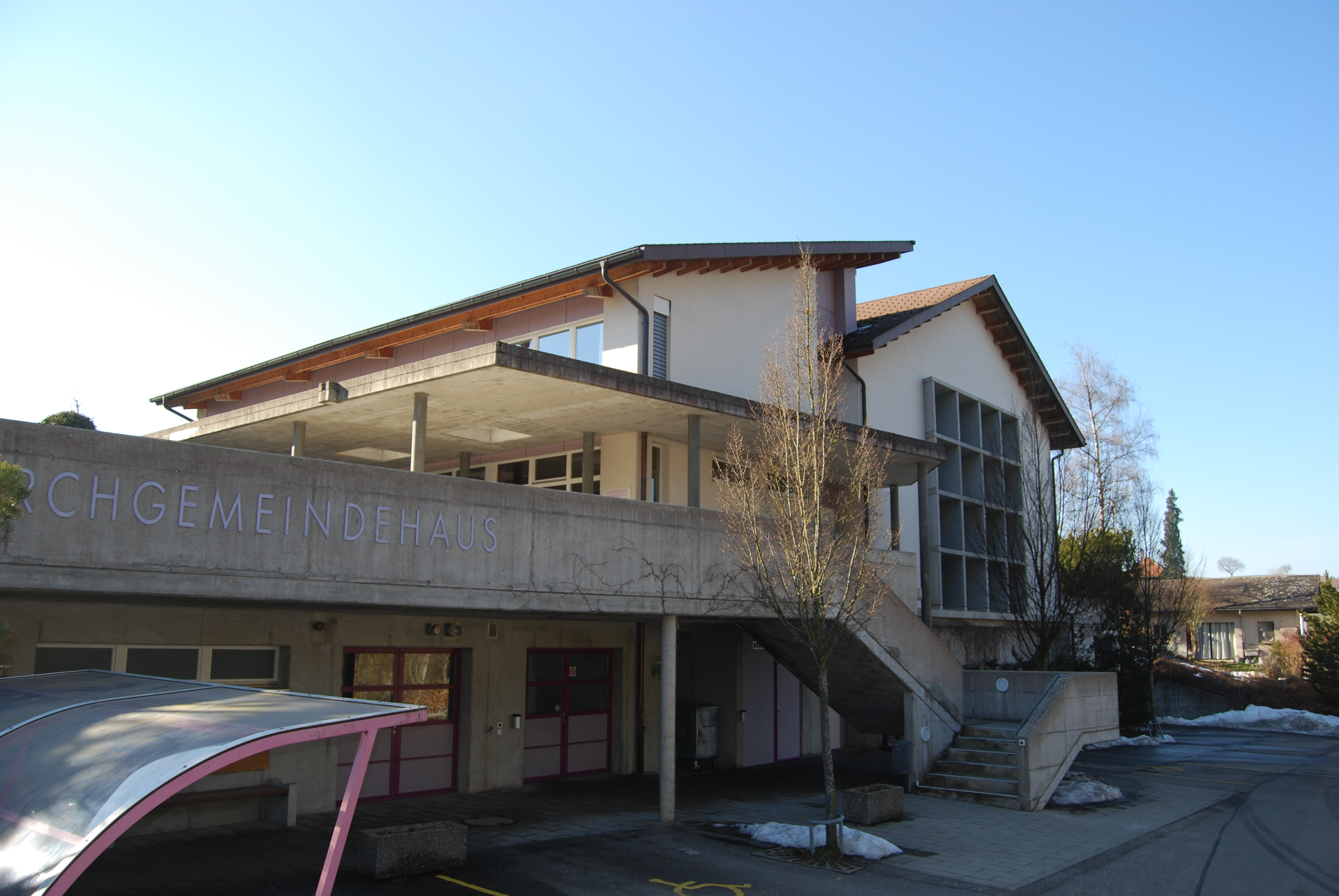
Reformiertes Kirchgemeindehaus
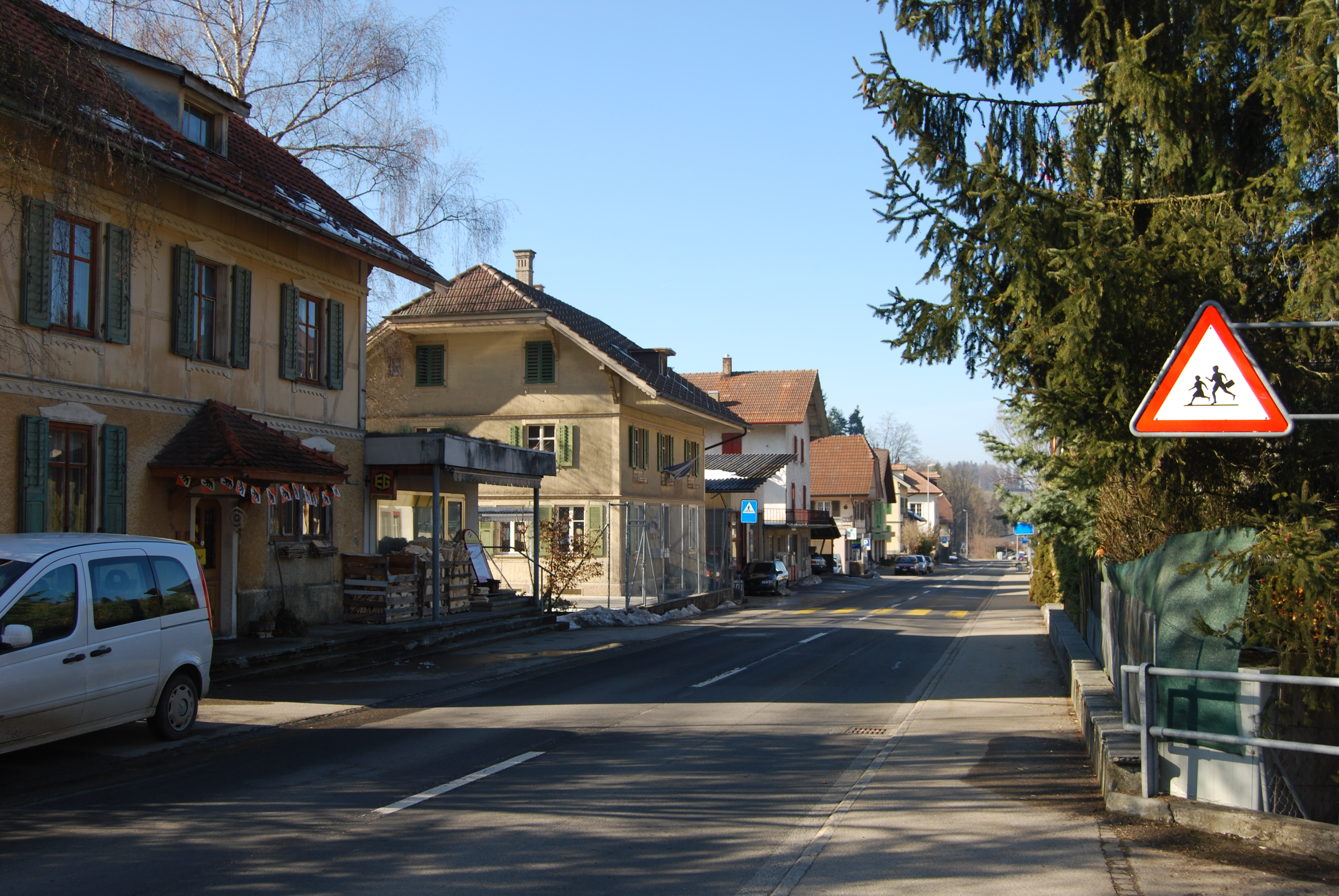
Dorfstrasse
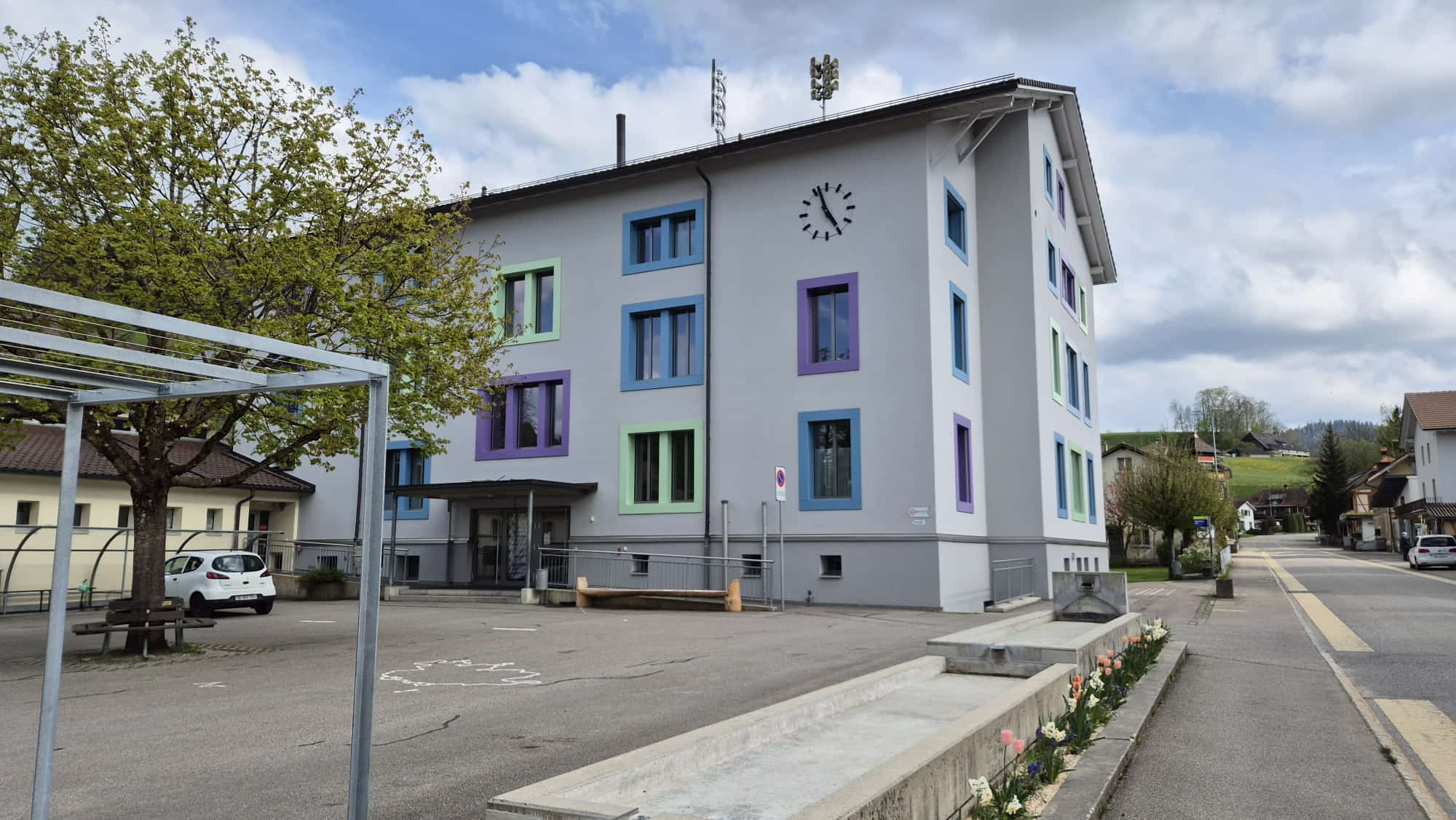
Schulhaus
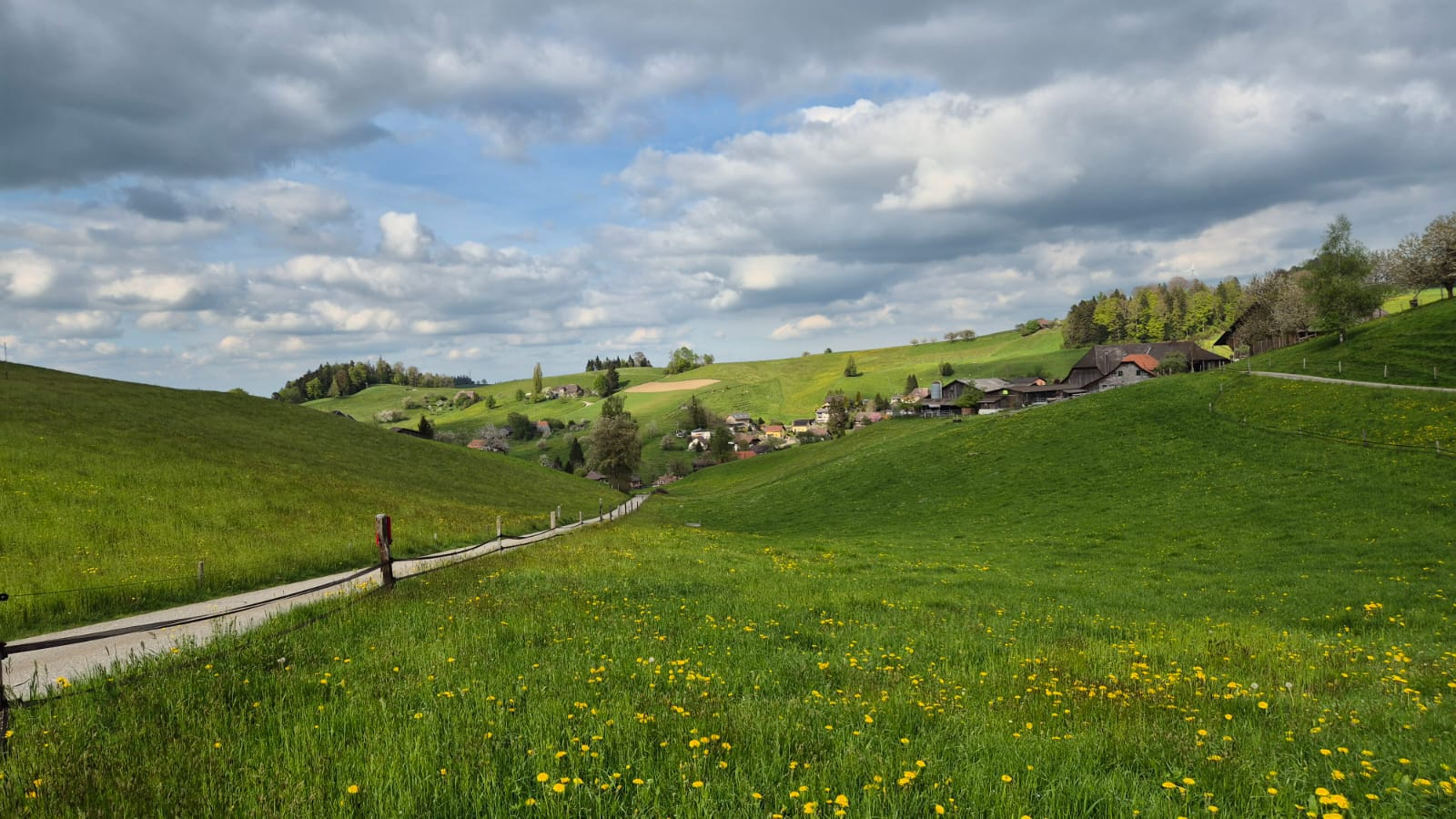
Ausblick von Stäublere